# Esquerda e direita (umbanda)

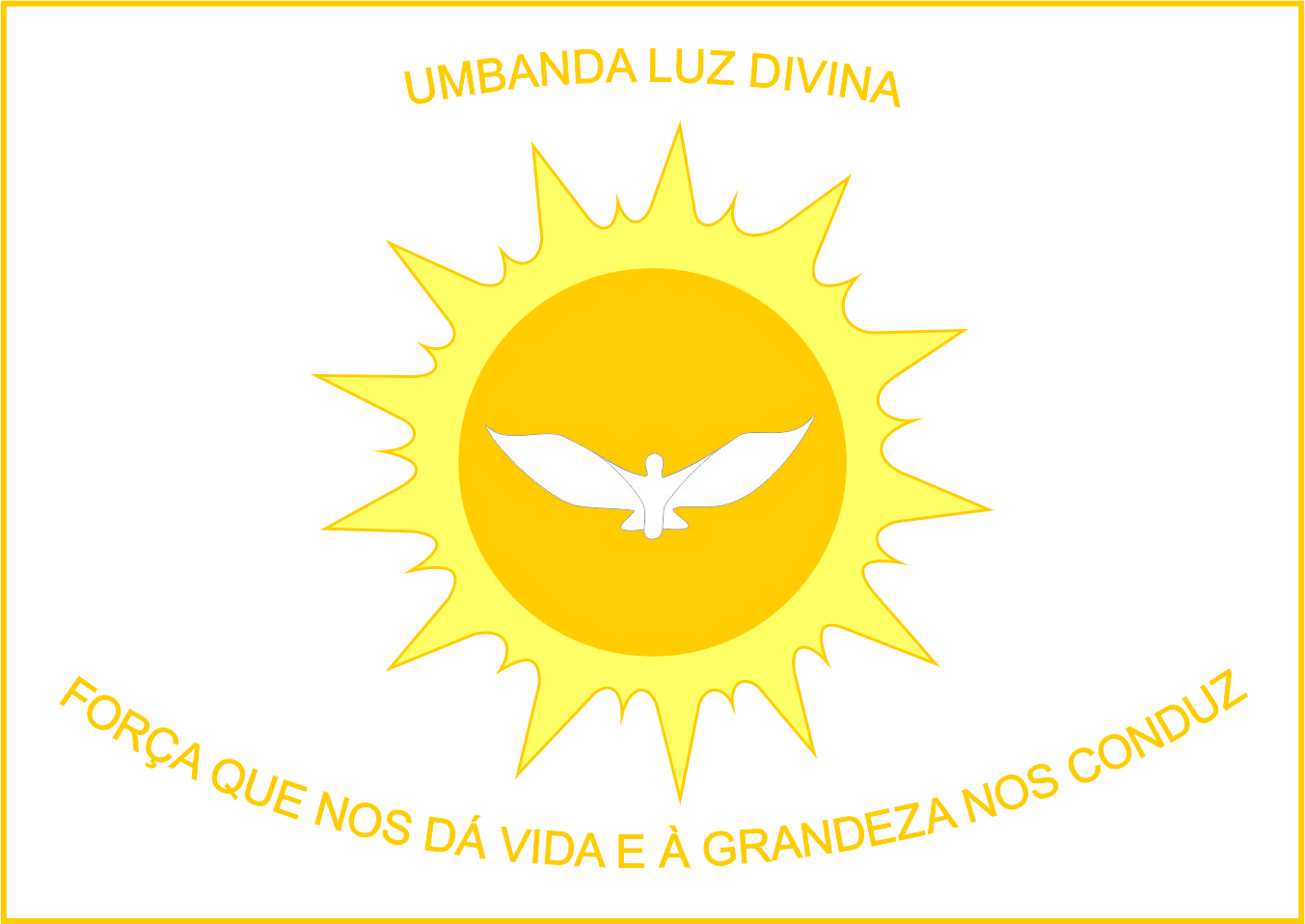
bandeira da Umbanda

Esquerda e direita, na umbanda, são dois conceitos relacionados ao campo de atuação de entidades em algumas religiões afro-brasileiras, notadamente na umbanda.

## Direita
As entidades de direita são tradicionalmente associadas a figuras como os Caboclos, Pretos-Velhos, Baianos, Erês, Marinheiros, Ciganos e outros.
A grosso modo, as entidades de direita trabalham com fatores irradiadores, enquanto as de esquerda atuam com fatores consumidores. Ou seja, as entidades de esquerda absorvem desequilíbrios, viciações, desvirtuamentos e negatividade, enquanto as de direita têm a função de reestruturar.
Contudo, essas denominações não são absolutas, e existem linhas de trabalho que não se restringem a um ou outro lado. Por exemplo, os malandros, ciganos, boiadeiros e até alguns intermediários de Ogum podem ser considerados como entidades que se adaptam a ambas as polaridades, sendo vistas como uma espécie de "caminho do meio".

## Esquerda
A esquerda está mais associada a entidades como os Exus, Exus-Mirins e Pombajiras.
A esquerda na umbanda possui características próprias e não pode ser classificada simplesmente como "maligna". Suas funções podem ser vistas dentro de uma perspectiva ética humana como próximas da maldade, mas a moralidade das entidades de esquerda é, na realidade, amoral, ou seja, elas não seguem as normas éticas que definem o que é "bom" ou "mau". Essas entidades atuam de maneira pragmática e direta, com foco no equilíbrio energético e espiritual do praticante.

## Complexidade e diversidade
Muitos praticantes de umbanda buscam entender melhor os conceitos de esquerda e direita, mas a explicação completa dessa dinâmica é complexa. Não se trata apenas de separar as entidades com base em sua natureza, mas sim de compreender suas funções e a maneira como interagem com os diferentes aspectos espirituais e energéticos dentro da religião. Este artigo pretende abordar de forma simplificada a atuação das entidades, utilizando exemplos das linhas de trabalho para ajudar na compreensão das suas respectivas funções e atuações dentro do contexto da umbanda.